# Vespinitocris ichneumon
Vespinitocris ichneumon là một loài bọ cánh cứng trong họ Cerambycidae.